# Valeria Ciavatta
Valeria Ciavatta (ur. 16 stycznia 1959 w Borgo Maggiore) była kapitanem regentem San Marino (głowa państwa) od października 2003 do kwietnia 2004 roku. Ponownie pełniła tę funkcję od 1 kwietnia do 1 października 2014.
Jest członkiem Ludowego Sojuszu Demokratów San Marino. W latach 2003–2004 była kapitanem regentem wspólnie z Giovannim Lonferninim, w 2014 – z Lucą Beccarim. Pełniła też funkcję ministra spraw wewnętrznych San Marino.